# Малый Бугодак
Малый Бугодак — посёлок в Верхнеуральском районе Челябинской области России. Входит в состав Степного сельского поселения.
По одной из версий, посёлок вырос на месте хутора, построенного в конце XIX века

## География
Расположен в юго-западной части района, на берегу озера Малый Бугодак. Расстояние до районного центра города Верхнеуральска 20 км.

## Население
| 2002 | 2010 |
| ---- | ---- |
| 195  | ↘152 |

(в 1900—203, в 1926—282, в 1966—621, в 1995—290)